# 海氏鱷屬
海氏鱷屬（屬名：Hylaeochampsa）是鱷形超目真鱷類的一科，屬於海氏鱷科。
化石發現於英格蘭威特島，屬於威爾德群（Wealden Group）的威克蒂斯組（Vectis Formation）地層，地質年代屬於白堊紀早期的巴列姆階。在1874年，英國古生物學家理查·歐文（Richard Owen）敘述、命名。模式種是威克蒂海氏鱷（H. vectiana）。生存年代較早的Heterosuchus，跟海氏鱷位於相同演化階段，兩者可能是同一動物。但Heterosuchus的化石只有脊椎骨。如果兩者是同種動物，海是鱷的命名時間較早，將擁有命名優先權。
頭顱骨（編號BMNH R 177）短而寬，擁有類似真鱷類的次生顎，嘴部後段牙齒大，適合咬碎獵物的身體。海氏鱷科的模式屬是海氏鱷；海氏鱷科還包含鱷神鱷，生存於白堊紀晚期的匈牙利。在1992年，詹姆斯·克拉克（James Clark）、馬克·諾瑞爾（Mark Norell）提出海氏鱷是現存鱷魚的姊妹分類單元。海氏鱷是已知最古老的真鱷類。